# Žimutice
Žimutice (deutsch Schimutitz) ist eine Gemeinde in Tschechien. Sie liegt sieben Kilometer südöstlich von Týn nad Vltavou in Südböhmen und gehört zum Okres České Budějovice.

## Geographie

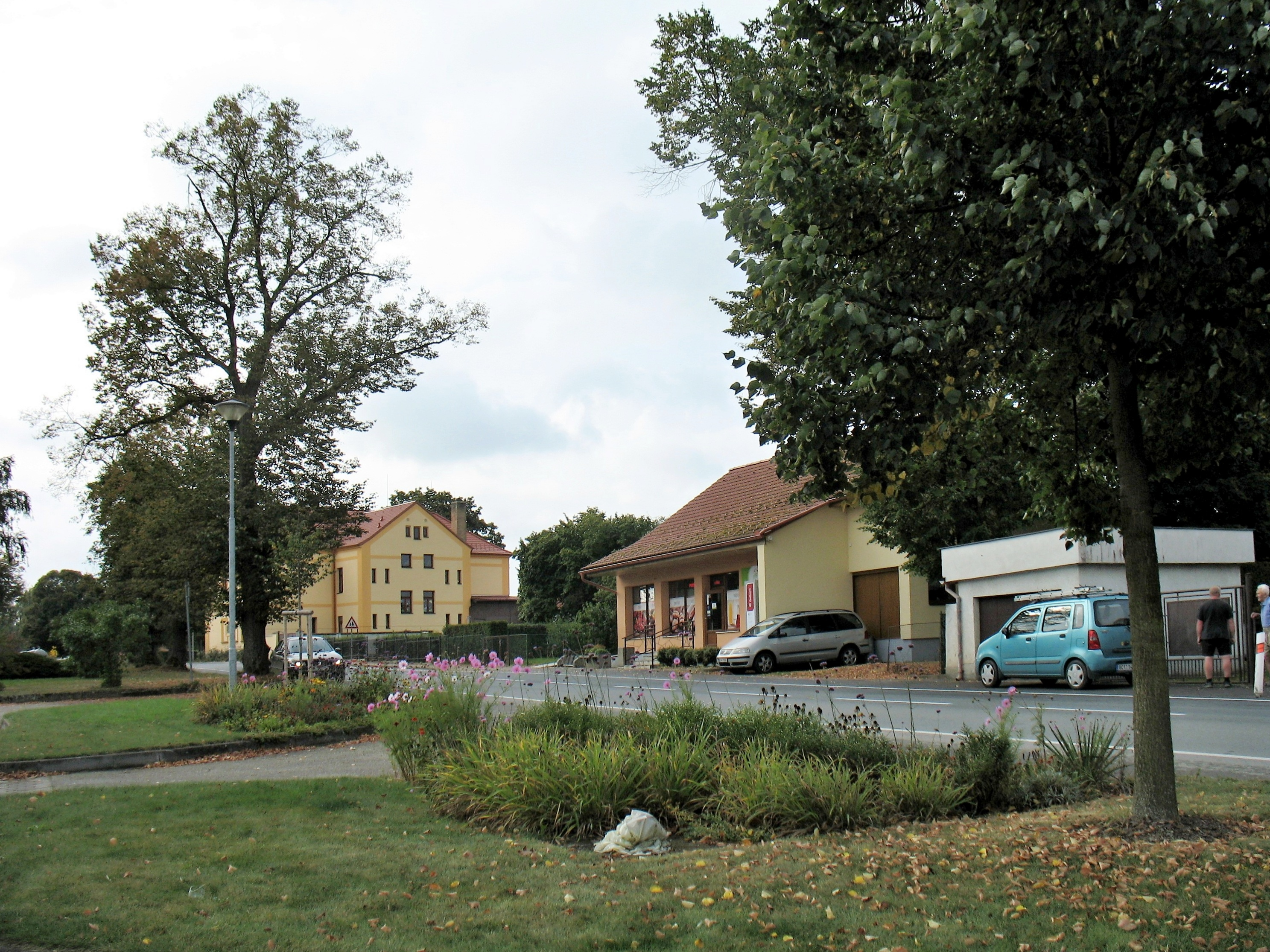
Žimutice

Žimutice befindet sich in der Talmulde des Baches Židova strouha in der Lischauer Schwelle. Am nordöstlichen Ortsausgang erstreckt sich der Teich Žimutický rybník mit der Mühle Žimutický mlýn unterhalb des Dammes, südlich liegen der Farský rybník und der Mnichovec. Im Osten erhebt sich der Sobětický vrch (503 m).
Nachbarorte sind Hvíždalka, Čenkov u Bechyně, Záhoří, Cihelna und Krakovčice im Norden, Hrušov im Nordosten, Hartmanice im Osten, Sobětice, Dubové Mlýny und Bzí im Südosten, Modrá Hůrka, Pořežánky, Štipoklasy und Červený Dvůr im Süden, Dolní Kněžeklady und Hněvkovice na pravém břehu Vltavy im Südwesten, Třitim und Kozlovák im Westen sowie Předčice, Dobšice und Bečice im Nordwesten.
Kozlovák, Branovice und Dobšice im Norden, Bečice und Dolní Kněžeklady im Nordosten, Sobětice, Dubové Mlýny und Štipoklasy im Osten, Červený Dvůr, Modrá Hůrka und Pořežánky im Südosten, Pořežany und Hroznějovice im Süden, Litoradlice im Südwesten, Hněvkovice na pravém břehu Vltavy und Zvěrkovice im Westen sowie U Bulků, Čihovice, Břehy, Třitim und Předčice im Nordwesten.

## Geschichte
Archäologische Funde belegen eine vorzeitliche Besiedlung des Gemeindegebietes. Die 1970 südwestlich der Kirche am Teich Mnichovec entdeckte jungsteinzeitliche Siedlung erlangte internationales Aufsehen in der Vorgeschichtsforschung, da bis dahin davon ausgegangen worden war, dass in Südböhmen während des Neolithikums keine dauerhafte Besiedlung bestanden hat.
Die erste schriftliche Erwähnung des Pfarrdorfes Zimenticz erfolgte im Jahre 1261. Wahrscheinlich seit dem Übergang vom 13. zum 14. Jahrhundert bestand im Ort eine kleine Feste. Der erste nachweisbare Vladike war 1318 Jindřich von Žimutice. Die Herren von Žimutice waren mit den Vladiken von Kněžeklady eng verwandt. Nachdem sie das Gut Kněžeklady erworben hatten, dienten ihnen die Festen Žimutice und Dolní Kněžeklady abwechselnd als Sitz. Im Jahre 1414 besaß Lipolt von Kraselov das Gut Žimutice. 1511 verkauften die Kraselovský die Herrschaft Žimutice, zu der neben Žimutice noch sechs weitere Dörfer gehörten, an den Pfandherrn der Herrschaft Týn nad Vltavou, Jan Čabelický von Soutice. Dabei wurde die Feste als wüst beschrieben. Jan Čabelickýs gleichnamiger Enkel kaufte 1554 von Johann d. Ä. von Schwanberg noch den anderen Teil von Hartmanice und die Dörfer Doubí und Korákov hinzu. Nach Jan Čabelickýs Tod wurde die Herrschaft Týn nad Vltavou unter seinen vier Söhnen aufgeteilt. Karel Čabelický erhielt Žimutice und ließ zum Ende des 16. Jahrhunderts die Feste erneuern; von seinen Brüdern kaufte er Hartmanice und Korákov hinzu. 1623 wurde er wegen der Teilnahme am Ständeaufstand von 1618 mit dem Verlust seines Besitzes verurteilt und zog nach Soběslav, später wurde er begnadigt und sein Sohn Václav Čabelický erhielt den Besitz zurück. Václav Čabelický verkaufte Žimutice 1630 an Johann Philipp Cratz von Scharffenstein (Jan Filip Kras ze Šafrštejna). Nach dessen Hinrichtung fielen seine Güter der böhmischen Krone zu; 1642 erhielt Václav Čabelický die Herrschaft zurück. Am 2. Mai 1648 verkaufte er die durch den Dreißigjährigen Krieg verödete Herrschaft Žimutice mit der verfallenen Feste, der Brauerei sowie den niedergebrannten und wüsten Dörfern Žimutice, Štipoklasy, Hartmanice, Krakovčice, Korákov und dem Hof Sobětice an Johann von Eckersdorf (Jan z Ekrštorfu). Dessen Sohn Wenzel Albrecht von Eckersdorf verschuldete sich stark. Am 5. September 1676 überschrieb er die Herrschaft mit den Höfen Žimutice, Štipoklasy und Sobětice sowie den Dörfern Žimutice und Hartmanice seinem Gläubiger Johann Adolf I. von Schwarzenberg, der sie mit dem Gut Bzy vereinigte und an seine Herrschaft Wittingau anschloss. Die marode Feste stand fortan leer, sie wurde zu landwirtschaftlichen Zwecken genutzt und später zu einem Getreidespeicher umgebaut. Im Jahre 1840 bestand Schimutitz/Žimutice aus 21 Häusern mit 170 Einwohnern. Im Ort bestanden unter dem Patronat des Religionsfonds eine Lokalkirche, das Lokalistengebäude und eine Schule. Außerdem gab es einen herrschaftlichen Meierhof, eine emphyteutische Mühle mit Brettsäge (Žimutický mlýn) sowie abseitig eine herrschaftliche Ziegelbrennerei (Cihelna). Schimutitz war Pfarrort für Ober Knjžeklad, Unter Knjžeklad (Dolní Kněžeklady), Betschitz, Krakowtschitz (Krakovčice), Hruschow (Hrušov), Dobschitz, Zahořj und Čenkow. Bis zur Mitte des 19. Jahrhunderts blieb das Dorf immer dem an die Herrschaft Wittingau angeschlossenen Gut Bzy untertänig.
Nach der Aufhebung der Patrimonialherrschaften bildete Žimutice/Schimutitz ab 1850 einen Ortsteil der Gemeinde Bečice in der Bezirkshauptmannschaft und dem Gerichtsbezirk Týn nad Vltavou/Moldauthein. 1910 lebten in dem Dorf 231 tschechischsprachige Einwohner. Im Jahre 1924 löste sich Žimutice mit Hrušov und Korákov von Bečice los und bildete eine eigene Gemeinde. Zwischen 1943 und 1945 waren Čenkov, Záhoří und Krakovčice eingemeindet. Nach der Aufhebung des Okres Týn nad Vltavou wurde die Gemeinde 1961 dem Okres České Budějovice zugeordnet. Am 14. Juni 1964 wurden Bečice (mit Čenkov), Hartmanice, Krakovčice und Sobětice (mit Dubové Mlýny) eingemeindet. Ab dem 1. Januar 1976 kamen noch Dobšice (mit Branovice, Třitim und Smilovice), Pořežany (mit Tuchonice) und Štipoklasy (mit Dolní Kněžeklady, Horní Kněžeklady, Modrá Hůrka, Pořežánky). Dadurch wurde Žimutice zum Sitz einer Großgemeinde mit 17 Ortsteilen. Nach Referenden lösten sich Bečice, Branovice, Čenkov, Dobšice, Dolní Kněžeklady, Hartmanice, Horní Kněžeklady, Modrá Hůrka, Pořežánky und Štipoklasy zum 24. November 1990 von Žimutice los und bildeten eigene Gemeinden.

## Gemeindegliederung
Die Gemeinde Žimutice besteht aus den Ortsteilen Hrušov (Hruschow), Krakovčice (Krakowtschitz), Pořežany (Groß Porscheschan), Smilovice (Smilowitz), Sobětice (Sobietitz), Třitim (Tritim), Tuchonice (Tuchonitz) und Žimutice (Schimutitz) sowie den Ansiedlungen Budáček, Dubové Mlýny (Eichmühl), Korákov (Korakow), Korákovská hájenka, Kozlovák, Židova Strouha und Žimutický Mlýn. Grundsiedlungseinheiten sind Dubové Mlýny, Hrušov, Krakovčice, Pořežany, Smilovice, Sobětice, Třitim, Tuchonice und Žimutice.
Das Gemeindegebiet gliedert sich in die Katastralbezirke Krakovčice, Pořežany, Smilovice u Týna nad Vltavou, Sobětice u Žimutic, Třitim, Tuchonice und Žimutice. Es besteht aus drei nicht zusammenhängenden Teilen. Den nördlichen Teil bildet Smilovice, den östlichen Krakovčice, Hrušov, Korákov, Žimutice, Sobětice und Dubové Mlýny, den südwestlichen Třtim, Pořežany und Tuchonice. Dazwischen liegen die Gemeinden Bečice, Dobšice, Horní Kněžeklady und Modrá Hůrka.

## Sehenswürdigkeiten
- Kirche des hl. Martin in Žimutice, erbaut im 13. Jahrhundert, der ursprünglich gotische Bau wurde im 18. Jahrhundert barock umgestaltet
- Friedhof um die Kirche, er wird von einer Mauer mit einem barocken Tor und der Nischenkapelle des hl. Johannes von Nepomuk aus dem 18. Jahrhundert umgeben.
- Kapelle der Unbefleckten Empfängnis der Jungfrau Maria in Třtim, erbaut 1904 nach Plänen des Baumeisters Jaroslav Tyn aus Týn nad Vltavou
- Nischenkapelle des hl. Johannes von Nepomuk aus dem 19. Jahrhundert, an der Straße von Třtim nach Hněvkovice na pravém břehu Vltavy
- Kapelle auf dem Dorfplatz von Tuchonice, erbaut 1836
- Reste des ehemaligen Artillerieübungsplatzes und des Großen Depots (Velký Depot) bei Smilovice und Wäldchen mit barocker Statuengruppe Štátule zum Gedenken an die Opfer der Explosion des Pulverturmes am 21. Juni 1753 bei der 80 Artilleristen starben und 40 schwer verletzt wurden
- Bildstock bei Smilovice am Wegekreuz nach Čenkov, geschaffen im 18. Jahrhundert
- Kapelle der Jungfrau Maria von Lourdes in Pořežany, errichtet 1936
- Bildstock am Platz Na Bábě bei Pořežany, geschaffen zum Ende des 18. Jahrhunderts
- ehemalige Mühle Budáček bei Pořežany
- Privatmuseum alter Kutschen und historischer Landtechnik in Pořežany
- Gehöfte im Moldautheiner Stil des südböhmischen Bauernbarock

## Söhne und Töchter der Gemeinde
- Šimon Bárta (1864–1940), Bischof von Budweis